# Agelaea pentagyna
Agelaea pentagyna är en tvåhjärtbladig växtart som först beskrevs av Jean-Baptiste de Lamarck, och fick sitt nu gällande namn av Henri Ernest Baillon. Agelaea pentagyna ingår i släktet Agelaea och familjen Connaraceae. Inga underarter finns listade i Catalogue of Life.